# Emmanuel Mapunda
Emmanuel A. Mapunda (10 de dezembro de 1935 - 16 de maio de 2019) foi um prelado católico romano da Tanzânia. Nascido em Parangu, Mapunda, foi ordenado ao sacerdócio em 1965. Ele foi nomeado bispo de Mbinga em 1986, servindo até à sua aposentadoria em 2011, e foi posteriormente sucedido por John Chrisostom Ndimbo.
Mapunda morreu em 15 de maio de 2019, aos 83 anos.